# René Jacquemaire
René Jacquemaire, ou René Jacquemaire-Clemenceau, né le 14 octobre 1894 à Paris (Seine) et mort le 10 juillet 1931 dans la même commune, est un médecin français.

## Biographie
Georges Ernest Numa René Jacquemaire est le fils de Numa Jacquemaire, avocat à la cour d'appel de Paris, et de Madeleine Clemenceau, fille de Georges Clemenceau. 
Le 21 mai 1917 à Paris 16e, il se marie à Marie-Blanche di Pietro (1897-1958), fille du comte Emilio di Pietro et de Jeanne Lanvin, laquelle se remariera en secondes noces au comte Jean de Polignac (1888-1943). 
Il est l'un des promoteurs de la radiologie en France et meurt à seulement 37 ans, victime d'une exposition trop importante et prolongée aux rayons X.

## Distinctions
- Chevalier de la Légion d'honneur.

## Odonymie
Une rue du 15e arrondissement de Paris, la rue du Docteur-Jacquemaire-Clemenceau, longeant le square Saint-Lambert, porte son nom depuis 1932 et un buste (aujourd'hui disparu) était apposé sur un immeuble de cette rue avec la mention « Victime de la Science ». Précédemment, une place dans le même arrondissement portait son nom.[réf. nécessaire]